# Takanori Chiaki
Takanori Chiaki (千明 聖典 Chiaki Takanori?), född 19 juli 1987 i Tokyo prefektur, är en japansk fotbollsspelare.
Chiaki började sin karriär 2010 i Fagiano Okayama. Han spelade 172 ligamatcher för klubben. 2016 flyttade han till Oita Trinita. 2017 flyttade han till SC Sagamihara.